# Enric Arbós i Canyelles
Enric Arbós i Canyelles (Palma, 1926 - 1976), músic i literat, d'ideologia mallorquinista, cofundador de la revista Ponent quaderns literaris. Deixeble de Jaume Mas Porcel. Com a compositor és autor, entre altres obres, d'una Missa en honor del Santíssim Crist de Santa Creu i una Berceuse. Com a escriptor, endemés d'articles i narracions, és autor d'un Triptic poètic i d'un aplec de poesia titulat Girassols al vent.
Va impartir classes a la institució Obra Cultural Balear (OCB) i a la Reial i Pontifícia Universitat Luliana i Literària de Mallorca (Estudi General Lul·lià). A més, va participar com a jurat juntament amb Llorenç Vidal de diversos esdeveniments literaris com la Copa d'Argent de la poesia de balear a la dècada de 1960.
Va ser descrit com un personatge demòcrata i autonomista, fidel al seu lloc de naixement i exemple de la «cultura catalana-valenciana-balear».